# Porta Naevia
La Porta Naevia o Porta Nèvia era una de les portes de la Muralla Serviana. S'obria entre la Porta Capena i la Porta Raudusculana a l'antiga Roma.

## Situació
Segons una inscripció que es troba a la «Base Capitolina», datada l'any 136 durant el regnat d'Hadrià, la porta estava situada a la Regió de l'Aventí. Una menció que en fa Varró permet situar la porta amb més precisió a l'Aventí menor, prop de la silva Naevia, vora la Porta Raudusculana. Aquest lloc correspondria avui al pas existent entre les esglésies de Santa Balbina i Santa Saba. El Vicus portae Naeviae que travessa la porta es convertia en la Via Ardeatina quan sortia de la Muralla Serviana.

## Història
Era una porta de poca importància. Segons Sext Pompeu Fest, la porta va rebre el nom de Naevia en record de la Nemora Naevia ('arbreda Naevia') que pertanyia a un tal Naevius. Aquesta porta tenia mala fama perquè era un recer de vagabunds i hi tenien lloc moltes disbauxes.